# Луд (син Сима)
Луд (івр. ל֥וּד,грец. λουδ) — в Біблії син Сима, онук Ноя.
Легендарний предок лудіїв. За Таблицею народів Луд разом з Еламом, Ашшуром, Арпахшадом та Арамом були синами Сима.

## Лудії
Лудії (івр. לוּדִ֧ים лудім, грец. λουδιιμ) згаданий у Книзі Буття, Бт 10:13 та Першій книзі хроніки, 1:11 народ, що утворився із єгиптян. Цей фрагмент тексту не належить до священичої традиції (P). У тексті не йдеться про потомство Луда, а інший народ на північному заході Африки. У Книзі пророка Ісаї, 66:19; Книзі пророка Єремії, 46:9; Книзі пророка Єзекіїля, 27:10 та Книзі Юдити 2:23 їх називають лише народ Луд, проте йдеться про народ Лудіїв.